# Gente di Roma
Gente di Roma è un film del 2003, diretto da Ettore Scola.
Questo film è riconosciuto come d'interesse culturale nazionale dalla Direzione generale Cinema e audiovisivo del Ministero per i beni e le attività culturali e per il turismo italiano, in base alla delibera ministeriale del 4 febbraio 2003.

## Il film
La pellicola non segue un'unica trama, ma si può definire un film ad episodi, alcuni brevissimi, al limite del macchiettistico o dell'aneddotico, sfiorando a volte persino la barzelletta e il luogo comune sugli abitanti della città di Roma (si veda in particolare l'episodio della donna che mostra un "contro-cartello" al mendicante al semaforo). L'unico trait d'union è rappresentato dallo sfondo della città, dalle bellezze del Centro alla più estrema periferia.
Il film è dunque un atto d'amore verso la popolazione della Roma moderna, ma, come ha scritto il critico cinematografico Marco Cavalleri di questa pellicola: "non si può parlarne male... ma purtroppo neanche bene". Tuttavia, oltre i difetti, bisogna ravvisarne il valore nel tono scherzoso e crepuscolare che avvolge alcuni episodi: Arnoldo Foà in preda alla demenza senile, che recita davanti a un piatto di pasta alla Amatriciana uno struggente passo de "Il corsaro nero" e un divertito e disilluso Fiorenzo Fiorentini che declama su un autobus il famoso sonetto di Giuseppe Gioachino Belli Er padre de li Santi (per inciso, lo stesso sonetto letto in classe da Michele Placido in Mery per sempre).

## Riconoscimenti
- Nastri d'argento 2004
  - Migliore attore non protagonista (Arnoldo Foà)